# 尾又淑恵
尾又 淑恵（おまた よしえ、8月11日 - ）は、日本の女性声優、ナレーター。神奈川県出身。シグマ・セブン所属。

## 人物
資格は普通自動車免許、英検2級。

## 出演

### ナレーション
- NHK
  - 八日目の蝉
  - はじめよう英会話
- 日本テレビ
  - 行列のできる法律相談所
  - ニュースプラス1
- フジテレビ
  - スパイスTV どーも☆キニナル!
  - エチカの鏡 ～ココロにキクTV～
- テレビ朝日
  - ザ・スクープ
  - 斉藤由貴のパリ旅日記
  - ジェリースプリンガーショー
- テレビ東京
  - 美の巨人たち
- ABC
  - ナンシーさん ～グッズ一家の快適生活～
- NHK-BS
  - BSプライムタイム
  - BS世界のドキュメンタリー
  - 地球に好奇心
- CSサイエンスch
  - 総合的な学習シリーズ
- CS
  - ヤマハ音楽倶楽部TV

### テレビアニメ
- 風まかせ月影蘭
- 五味太郎ことわざムービーズ
- 天使のしっぽChu!
- NieA_7（銭湯の客）
- HELLSING（女吸血鬼）

### 吹き替え
- コペルニクス・コード（リリー）
- ナンナーク
- Needing You
- ヴェロニカ's クローゼット
- マーサ・スチュワート・リビング

### ドラマCD
- 三千世界の鴉を殺し（グラディウス・ベル）